# Dev-C++
Bloodshed Dev-C++ e интегрирана среда за програмиране на C/C++. Dev-C++ използва компилатора mingw, който произлиза от gcc (GNU Compiler Colletion).
Dev-C++ може да използва и други компилатори базирани на GCC, например Cygwin. Проектът се поддържа от SourceForge. Основател на проекта е Колин Лаплас, компания Bloodshed Software. Dev-C++ е преведена на няколко езика, сред които и български. Последната версия е 4.9.9.2, излязла на 22 февруари 2005. Програмата не се разработва като вместо него използват интерфейса и в wxWidgets – wxDev-C++.
Основната част от IDE-то е написана на Delphi